# Karl Ratz
Karl Eduard Heinrich Ratz (* 9. Juli 1897 in Kiel; † 30. September 1961 ebenda) war ein deutscher Politiker (SPD). Er war von 1946 bis 1954 Präsident und von 1954 bis 1958 Erster Vizepräsident des Landtages von Schleswig-Holstein.

## Leben und Beruf
Nach dem Besuch der Volksschule absolvierte Karl Ratz eine Lehre zum Schriftsetzer in Kiel. Von 1916 bis 1917 war er Soldat im Ersten Weltkrieg. 1918 arbeitete er als Kalkulator bei der Schleswig-Holsteinischen Volks-Zeitung.
Von 1929 bis 1933 war er als kaufmännischer Angestellter in seiner Lehrfirma tätig. Nach der „Machtübernahme“ der Nationalsozialisten 1933 wurde er mehrfach verhaftet und in „Schutzhaft“ genommen, bis er 1935 schließlich nach einjähriger Haft aus dem Gefängnis entlassen wurde. Danach arbeitete Ratz wieder als Schrift- und Maschinensetzer in Kiel, wurde jedoch 1939 erneut verhaftet und bis 1941 in den Konzentrationslagern Sachsenhausen und Neuengamme gefangen gehalten. Danker und Lehmann-Himmel charakterisieren ihn in ihrer Studie über das Verhalten und die Einstellungen der Schleswig-Holsteinischen Landtagsabgeordneten und Regierungsmitglieder der Nachkriegszeit in der NS-Zeit als Widerstandsleistenden und „oppositionell-gemeinschaftsfremd“.
Nach seiner Freilassung war er erneut kaufmännischer Angestellter, bis er nach dem Ende des Zweiten Weltkrieges im August 1945 die Geschäftsführung der Kieler Druckerei übernahm. Im April 1946 erhielt Ratz die Lizenz der britischen Besatzungsmacht für die Schleswig-Holsteinische Volks-Zeitung (VZ) und war schließlich deren Verlagsleiter. In der Kieler Druckerei wurde auch die VZ gedruckt.
Karl Ratz war verheiratet und hatte ein Kind.

## Politik
Ratz war schon 1912 in die Arbeiterjugend eingetreten und wurde 1915 auch Mitglied der SPD. Von 1926 bis 1928 war er Vorsitzender der Arbeiterjugend in Schleswig-Holstein und von 1925 bis 1933 Vorsitzender des SPD-Distrikts Kiel-Süd. Ratz gehörte von 1928 bis 1933 der Stadtverordnetenversammlung und ab 1951 der Ratsversammlung von Kiel an.
1945 beteiligte sich Ratz am Aufbau der SPD im Kreisverband Kiel und in Schleswig-Holstein. Er war schließlich SPD-Kreisvorsitzender in Kiel und Mitglied des SPD-Vorstandes der Landesorganisation Schleswig-Holstein. Er war von 1946 bis 1958 Mitglied des Landtages von Schleswig-Holstein und dort vom 2. Dezember 1946 bis zum 6. August 1954 Landtagspräsident. Anschließend wurde er am 11. Oktober 1954 zum Ersten Vizepräsidenten des Landtages gewählt.
Karl Ratz ist 1946 ernanntes Mitglied des Landtages gewesen. 1947 und 1954 ist er als direkt gewählter Abgeordneter des Wahlkreises Kiel I (Förde) bzw. Kiel-Nord und 1950 über die Landesliste in den Landtag eingezogen. Am 15. Juli 1957 wurde ihm das Große Bundesverdienstkreuz verliehen.